# ExpressCard

I vari tipi di ExpressCard rispetto al loro predecessore PC Card

L'ExpressCard è un'interfaccia elettronica esterna sviluppata nel 2003 dalla Personal Computer Memory Card International Association (PCMCIA) e destinata a soppiantare lo standard CardBus in quanto più veloce e più semplice da utilizzare.

## Descrizione
L'ExpressCard supporta dispositivi connessi sia mediante PCI Express che con porta USB, utilizzando lo slot ExpressCard, e ciascuna scheda può utilizzare una qualsiasi delle due modalità di connessione, a seconda dell'impiego previsto dal progettista. Le schede possono essere inserite e rimosse "a caldo", cioè con il computer acceso. 
La ExpressCard è realizzata in due formati, ExpressCard/34 (34 mm di larghezza) ed ExpressCard/54 (54 mm di larghezza, a forma di L, con connettore della stessa larghezza di 34 mm in entrambi i tipi). Le schede standard hanno lunghezza 75 mm (10.6 mm più corte delle CardBus), e spessore 5mm, ma possono avere spessore maggiorato nella parte che eccede rispetto alla misura base, per ospitare, ad esempio, antenne e connettori.